# Gonomyia rhicnacantha
Gonomyia rhicnacantha är en tvåvingeart som beskrevs av Alexander 1957. Gonomyia rhicnacantha ingår i släktet Gonomyia och familjen småharkrankar. Inga underarter finns listade i Catalogue of Life.